# Royal Albert Hall
Pour les articles homonymes, voir Albert Hall (homonymie).
Le Royal Albert Hall (en forme longue le « Royal Albert Hall of Arts and Sciences ») est une salle de spectacle située à South Kensington, Londres en Angleterre. Elle dispose d'une capacité d'accueil de 5 272 personnes.
Sa construction débute le 20 mai 1867, et le bâtiment est inauguré le 29 mars 1871 par la reine Victoria. Le Royal Albert Hall accueille les concerts de musique classique interprétés à l'occasion du BBC Proms tous les étés depuis 1941. L'auditorium principal du complexe accueille plus de 390 spectacles chaque année, dont des concerts de musique classique, de rock et de pop, des ballets, de l'opéra, des projections de films avec une musique interprétée en direct par orchestre, des compétitions sportives (dont le tournoi de tennis ATP Champions Tour), des cérémonies de remise de prix, des évènements scolaires (dont les remises de diplôme de l’Imperial College, du Royal College of Art et de la Kingston University) et communautaires ainsi que des spectacles de charité et des réceptions. Quelque 400 évènements supplémentaires se tiennent chaque année dans les autres salles du Royal Albert Hall. Depuis plus de 150 ans, la salle a notamment reçu des réunions organisées par des suffragettes, des discours de Winston Churchill et d'Albert Einstein, des combats de boxe de Lennox Lewis et de Mohamed Ali ainsi que des concerts d'Eric Clapton et de Shirley Bassey,,.
Le 15 novembre 1941, le général de Gaulle y prononce un discours aux Français présents en Grande-Bretagne, retransmis sur la BBC dans le cadre de la célèbre émission Les Français parlent aux Français. Un autre discours du même type est prononcé le 11 novembre 1942.
Le Royal Albert Hall devait initialement s'appeler le Central Hall of Arts and Sciences, mais son nom est changé en Royal Albert Hall of Arts and Sciences en 1867 en l'honneur du prince Albert (de Saxe-Cobourg et Gotha) à la demande de sa veuve, la reine Victoria. Un mémorial dédié au prince Albert se situe au nord de la salle de spectacle, dans Kensington Gardens.

## Situation et accès
Le Royal Albert Hall est situé au nord de South Kensington, au milieu d'Albertopolis dans la cité de Westminster de Londres.
Les lignes de bus londoniennes 9, 23, 52, 70, 360 et 452 ainsi que les lignes nocturnes N9 et N52 desservent la salle. Les stations de métro les plus proches sont celles de Gloucester Road, High Street Kensington, Knightsbridge et South Kensington.

## Histoire

### XIXesiècle

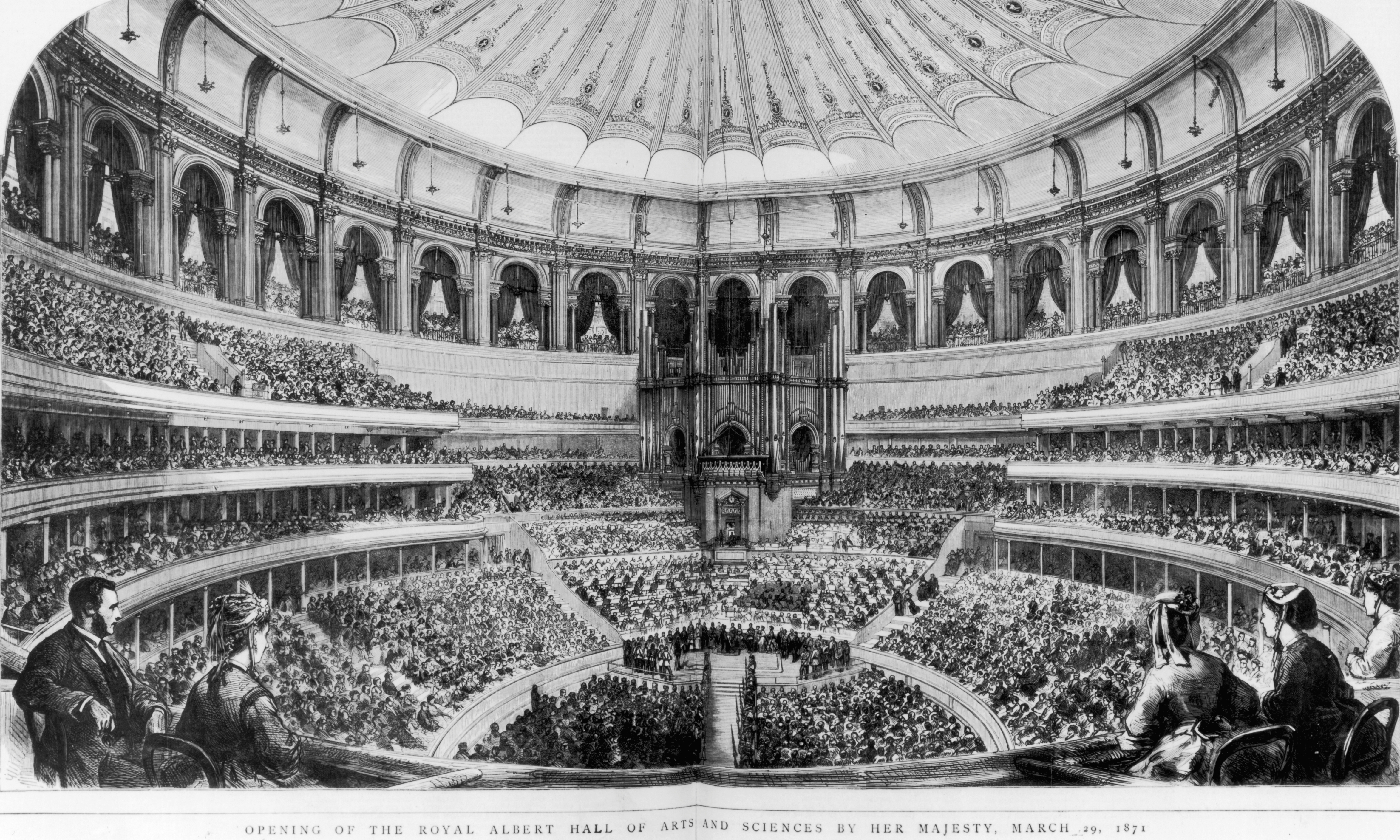
Le premier spectacle au Royal Albert Hall, le 29 mars 1871.

En 1851, la première exposition universelle, organisée par le prince Albert, se tient à Hyde Park au centre de la capitale britannique. Elle est une véritable réussite, et pousse le prince Albert à proposer la création d'un ensemble d'établissements culturels permanents ouverts au public, aujourd'hui connu sous le nom d'Albertopolis. La commission royale de l'exposition achète la Gore House et ses terrains, mais les démarches prennent du temps et le prince Albert meurt en 1861 avant de voir son projet se concrétiser. La construction d'un mémorial en son honneur est proposée à Hyde Park, ainsi que la construction d'une grande salle de spectacles à l'opposé.
La proposition est approuvée, et le terrain est finalement acheté avec une partie des bénéfices de l'exposition universelle. Le Royal Albert Hall est dessiné par le capitaine Francis Fowke (en) et le major général Henry Y. D. Scott (en), deux ingénieurs civils de la Royal Engineers, puis construit par les Lucas Brothers (en). Les ingénieurs ont été largement inspirés par les amphithéâtres antiques, mais se sont également appuyés sur les idées de l'architecte allemand Gottfried Semper lorsqu'il travaillait sur le South Kensington Museum. Le Hall est principalement construit à partir de briques rouges de Fareham, et les décorations en blocs de terre cuite sont réalisées par Gibbs and Canning (en) de Tamworth,.
Le dôme (dessiné par Rowland Mason Ordish) est conçu en fer forgé et en verre. Après avoir été monté sur le lieu de conception à Manchester, il est démonté puis transporté jusqu'à Londres à cheval et en charrette. Lorsque le moment est venu de retirer les supports de la structure du dôme après l'avoir remonté sur place, seuls des volontaires sont restés sur place au cas où la structure s'effondrerait. Elle s'est effectivement affaissée, mais seulement de 7,9 millimètres. Le Hall devait être terminé pour Noël 1870. Quelques semaines avant la fin des travaux, la reine s'est rendue sur place pour inspecter le bâtiment.
La cérémonie officielle d'inauguration du Royal Albert Hall s'est tenue le 29 mars 1871. Elle était initialement prévue pour le 1er mai, jour du vingtième anniversaire de l'ouverture de l'exposition universelle de 1851, mais a été avancée à la demande de la reine Victoria. Un discours est prononcé par le prince Édouard de Galles puisque la reine était trop émue pour parler ; « Son seul commentaire enregistré au sujet du Hall était qu'il lui rappelait la Constitution britannique ».
Le compositeur, organiste et chef d'orchestre William Carter (en) crée un orchestre de toutes pièces qu'il dirige à l'occasion de la cérémonie d'ouverture du Royal Albert Hall. À l'issue du concert suivant, une forte réverbération se fait entendre, qui n'avait pas été anticipée et gênait les spectateurs comme les artistes. Les ingénieurs ont d'abord tenté de supprimer cet écho en tendant une toile au-dessous du dôme. Ce dispositif fonctionne un temps et protège les spectateurs du soleil, mais ne résout pas totalement le problème : une blague est née à ce sujet, selon laquelle le Hall était « le seul endroit où un compositeur britannique pouvait être sûr de jouer son travail deux fois ».
En juillet 1871, l'organiste français Camille Saint-Saëns interprète l'acte IV de Faust de Charles Gounod. Le journal The Orchestra écrit à son sujet : « un artiste exceptionnel et distingué... l'effet était incroyable ».
Initialement éclairé au gaz, le Hall était doté d'un système spécial grâce auquel des milliers de lampes s'allumaient en une dizaine de secondes. Bien qu'installée dès 1873 dans le Hall, le complexe n'est intégralement converti à l'électricité qu'en 1888. Lors des premiers travaux de conversion à l'électricité, un client mécontent a écrit au Times, déclarant qu'il s'agissait d'une « innovation horrible et très désagréable ».
La Wine Society (en) est créée au Royal Albert Hall le 4 août 1874, après que de grandes quantités de vin en fût aient été découvertes dans les caves. Plusieurs repas ont été organisés afin de promouvoir ces vins, et le général Henry Scott propose par la suite la mise en place d'une coopérative permettant d'acheter et de revendre des bouteilles.
En mai 1877, Richard Wagner y dirige la première moitié des huit concerts proposés à l'occasion du Grand Wagner Festival. Après avoir réalisé ses quatre concerts, il passe le relais à Hans Richter et assiste à tous les autres concerts depuis une chaise à l'angle de la scène.

### XXesiècle

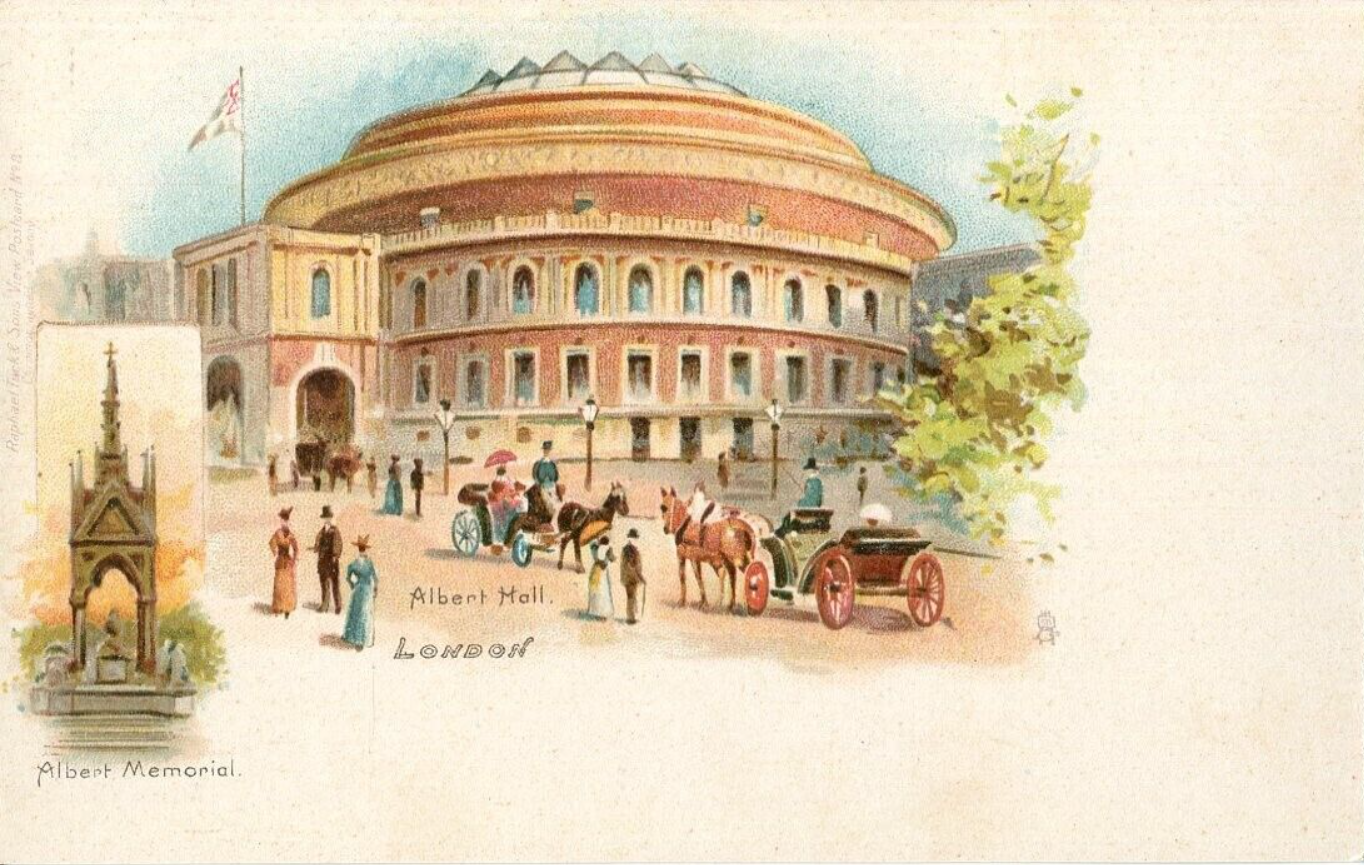
Une carte postale représentant le Royal Albert Hall et l'Albert Memorial, circa 1903.

En 1906, Elsie Fogerty (en) fonde la Central School of Speech and Drama au Royal Albert Hall, et se sert du West Theatre, aujourd'hui l'Elgar Room, comme théâtre d'entraînement. L'école déménage à Swiss Cottage, dans le nord de Londres, en 1957. Parmi les élèves de cette école lorsqu'elle est établie au Royal Albert Hall, plusieurs sont devenus connus : Judi Dench, Vanessa Redgrave, Lynn Redgrave, Harold Pinter, Laurence Olivier et Peggy Ashcroft notamment.
En juillet 1908, s'y tient le premier London Salon organisé par l'Allied Artists' Association.
En 1911, le pianiste et compositeur russe Sergueï Rachmaninov joue au Hall à l'occasion du London Ballad Concert. Son récital incluait son Prélude en do dièse mineur et Élégie en mi bémol mineur (tous deux issus de Morceaux de Fantaisie).
En 1933, le physicien allemand Albert Einstein organise une conférence dans la salle au profit du Council for Assisting Refugee Academics, un organisme britannique de charité.

Les disques acoustiques (éclairés en violet/bleu) suspendus au toit de la salle. Derrière, on aperçoit les panneaux incurvés en aluminium.

En 1936, le Royal Albert Hall accueille un grand rassemblement célébrant l'Empire britannique à l'occasion du centième anniversaire de Joseph Chamberlain. En octobre 1942, le Hall est légèrement endommagé par un bombardement allemand, mais reste majoritairement intouché par l'ennemi qui s'en sert comme d'un repère.

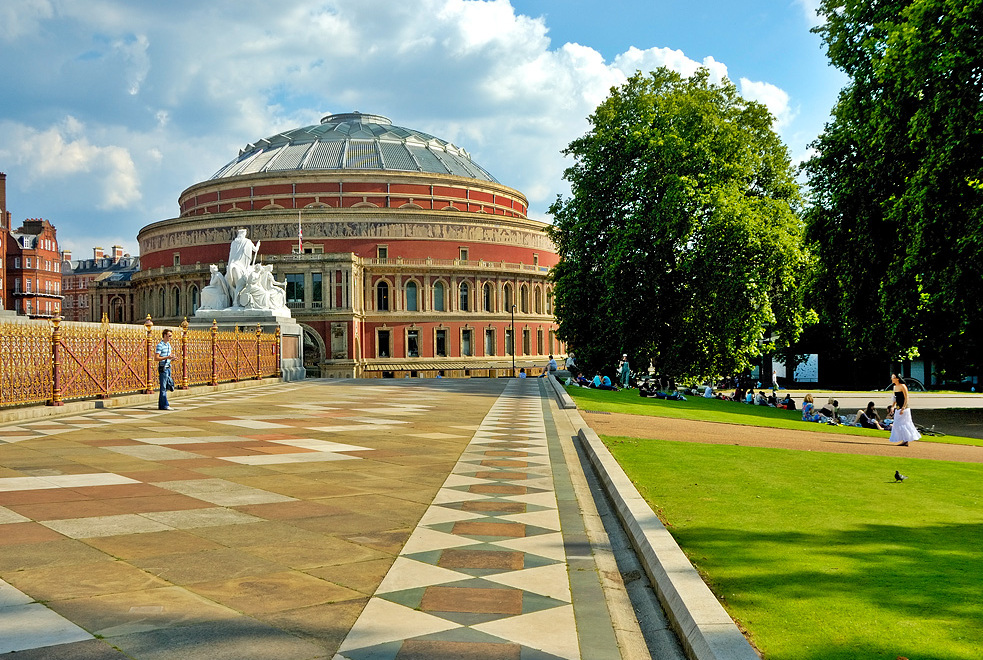
Le Royal Albert Hall et les Kensington Gardens à gauche.

En 1949, la toile est retirée du dôme et remplacée par un ensemble de panneaux incurvés en aluminium situés en dessous du toit en verre, afin de résoudre une fois pour toutes le problème d'écho ; toutefois, le problème acoustique n'est résolu totalement qu'en 1969, lorsque des « champignons » (aussi appelés « soucoupes volantes ») en fibre de verre sont suspendus au plafond,. En 1968, le Hall accueille le Concours Eurovision de la chanson 1968, diffusé pour la première fois à la télévision en couleur, et le concours Miss Monde de 1969 à 1988.
De 1996 à 2004, le Royal Albert Hall est amélioré par des travaux de rénovation et de développement grâce à une subvention de 20 millions de livres accordées par le Heritage Lottery Fund (en) en 1996 et une autre du même montant de l'Arts Council England en 2002 afin de pouvoir répondre aux besoins du siècle d'évènements et de spectacles à venir. Trente « projets discrets » ont été imaginés et supervisés par la branche d'architecture et d'ingénierie de BDP pour ne pas avoir d'incidence sur les évènements en cours dans le complexe. Parmi ces projets, l'amélioration de la ventilation dans l'auditorium, des assises et des coulisses, la construction de bars et de restaurants et la conception de meilleures installations techniques. Les sièges de la salle The Circle ont intégralement été changés en juin 1996 pour offrir davantage de place pour les jambes, un meilleur accès et un champ visuel amélioré.

### Années 2000
Parmi tous les projets de rénovation en cours, le plus grand de tous était la construction d'un nouveau porche (porte 12) au sud du bâtiment qui desservirait un restaurant situé au premier étage, des bureaux au rez-de-chaussée et un quai de chargement souterrain. L'extérieur du bâtiment reste largement inchangé, mais les escaliers menant à la Prince Consort Road sont démolis afin de permettre la construction d'une rampe pour véhicules et d'un quai de chargement qui puisse accueillir jusqu'à trois poids lourds transportant du matériel de spectacle. Les escaliers sont ensuite reconstruits autour du nouveau porche, nommé The Meitar Foyer en hommage à une donation importante faite par Monsieur et Madame Meitar. Le porche est construit à une échelle et dans un style semblables à ceux des autres porches : ce chantier est réalisé par Taylor Woodrow Construction. Le 4 juin 2004, le projet est récompensé par le prix de l'accomplissement remarquable décerné par Europa Nostra.
Les porches est (porte 3) et ouest (porte 9) sont dotés de verrières, de nouveaux bars sont ouverts et des rampes sont ajoutées afin de faciliter l'accès des personnes à mobilité réduite. Une nouvelle période de construction de quatre semaines en 2000 permet l'utilisation de supports en acier afin de libérer de la place pour deux bars supplémentaires ; 1 534 sièges pivotables sont installés – ainsi que 180 sièges premium. Le bâtiment tout entier est redécoré pour renforcer son identité victorienne. 4 000 m2 de nouvelles moquettes sont installées dans les salles, les couloirs et les escaliers – souvent avec une bande qui suit la forme ovale du bâtiment.

### Années 2010

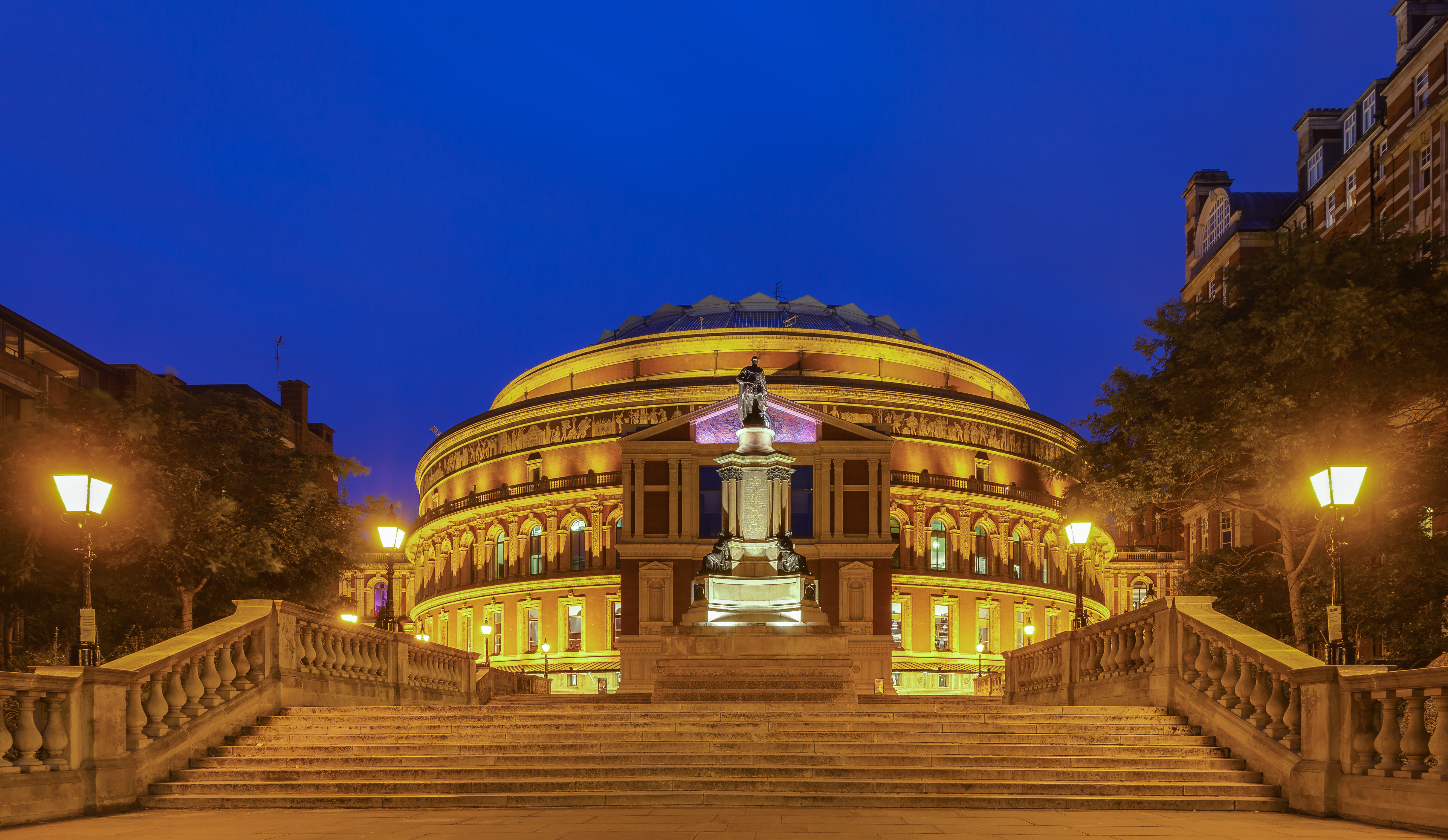
Le Royal Albert Hall de nuit en 2014.

Au début de l'année 2011, des changements sont apportés aux coulisses afin d'agrandir les espaces dédiées aux équipes techniques et aux artistes en les relocalisant au sud du bâtiment, plus loin de la scène, et de créer des vestiaires plus proches de la scène.
De janvier à mai 2013, des travaux de modernisation ont permis la construction d'un nouveau café-bar, de comptoirs de magasins et de toilettes au rez-de-chaussée. Ce chantier est mené par 8Build.
À l'automne 2013, un nouveau chantier destiné à remplacer le système de chauffage vétuste et d'améliorer la ventilation du bâtiment est entamé et dure trois ans. Ces travaux font suite à un été particulièrement chaud qui a mis en avant les faiblesses du bâtiment. En 2021, d'autres travaux sont menés afin d'améliorer le système de chauffage et de ventilation.
En 2017, une extension du sous-sol de 1 000 m2 sur deux étages est réalisée afin d'améliorer les capacités d'archivage et l'espace de coulisses dans le quart sud-ouest du bâtiment. Le projet est surnommé la « Grande Excavation » en référence à la Grande Exposition de 1851. Le nouvel espace d'archivage ouvre le 12 octobre 2023.
En 2018, un Walk of Fame est inauguré au Royal Albert Hall. Ses premiers récompensés sont des célébrités qui ont marqué l'histoire de la salle, dont les suffragettes (qui y tenaient des réunions), Winston Churchill et Albert Einstein (qui y ont fait des discours), Mohamed Ali (qui y a combattu plusieurs fois) et Eric Clapton (qui y a joué plus de 200 fois), entre autres.

### Années 2020
En raison de la pandémie de Covid-19, le Royal Albert Hall est fermé en mars 2020 pour la première fois depuis la Seconde Guerre mondiale. Il réouvre à l'hiver 2020 pour trois spectacles respectant les gestes barrières mais ferme à nouveau avant de rouvrir définitivement à pleine capacité en juillet 2021.
Le 11 novembre 2023, peu avant le Festival of Remembrance, le roi Charles III et la reine Camilla ont dévoilé deux statues en bronze à l'effigie de la reine Élisabeth II et du Prince Philip, duc d'Édimbourg, à l'occasion du 150e anniversaire du Royal Albert Hall.

## Architecture

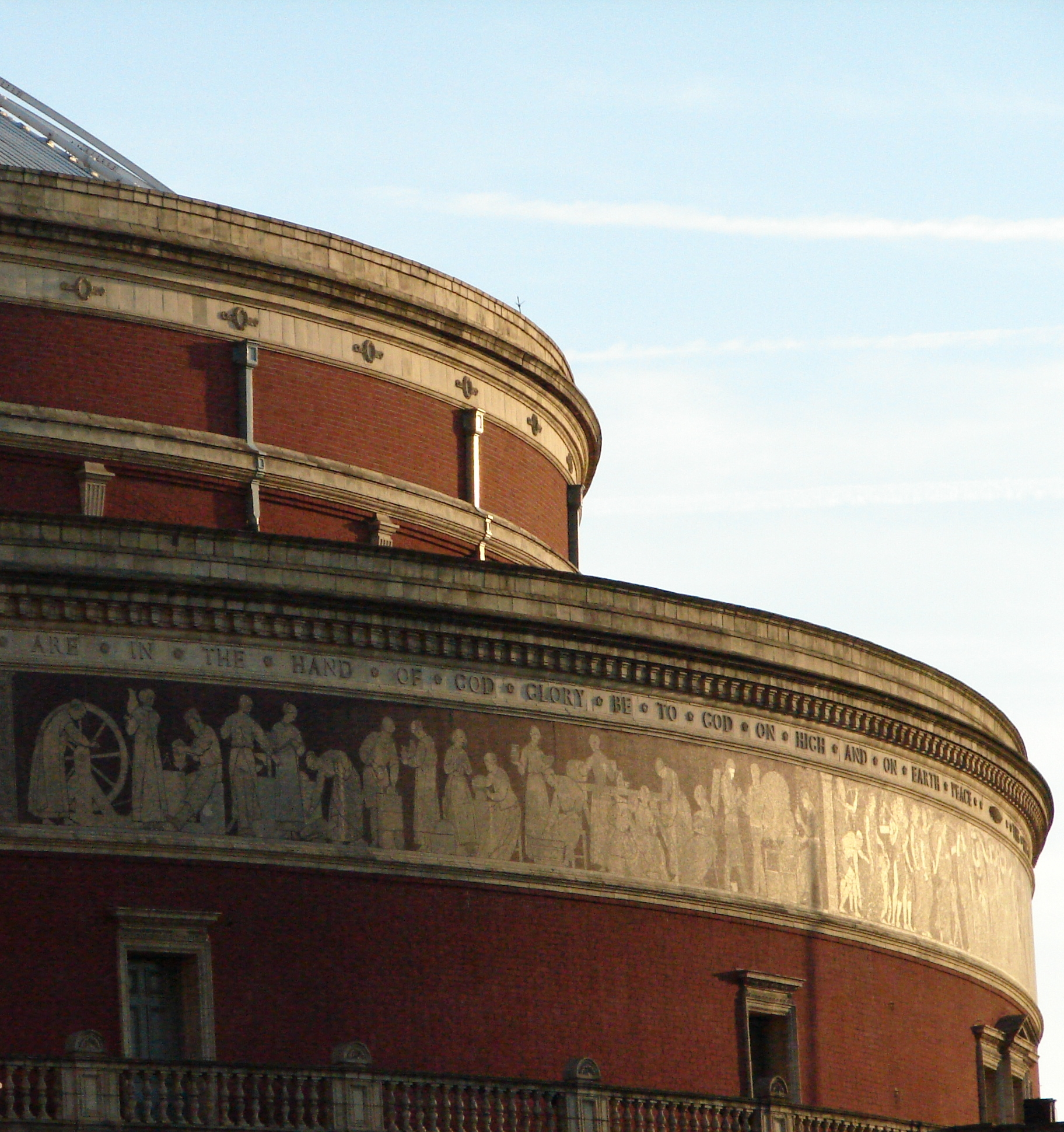
Le Triomphe des Arts et des Sciences.

Le Royal Albert Hall, un monument classé de grade I, est de plan ellipsoïdal. Ses dimensions sont de 272 pieds (83 m) sur 238 pieds (73 m) à l'extérieur, et 219 pieds (67 m) sur 185 pieds (56 m) à l'intérieur,. Le dôme vitré en fer forgé a une hauteur de 135 pieds (41 m). Le Hall était initialement conçu pour pouvoir accueillir jusqu'à 8 000 spectateurs, et a même accueilli jusqu'à 12 000 d'entre eux (bien que les normes de sécurité actuelles aient réduit la capacité maximale à 5 272 spectateurs (debout et assis)).
Tout le long de la façade du bâtiment se trouve une mosaïque de 800 pieds (244 m) de long en terre cuite, qui représente « Le Triomphe des Arts et des Sciences », en référence à la vocation originelle du Hall. Dans le sens des aiguilles d'une montre à partir du nord du bâtiment, les seize thèmes abordés sur la frise sont :
1. Les différents pays du monde qui apportent leurs offrandes à l'exposition de 1851
2. La musique
3. La sculpture
4. La peinture
5. Les princes, les mécènes et les artistes
6. Les tailleurs de pierre
7. Les travailleurs du bois et de la brique
8. L'architecture
9. La naissance des Arts et des Sciences
10. L'agriculture
11. L'horticulture et l'arpentage
12. L'astronomie et la navigation
13. Un groupe de philosophes, de sages et d'étudiants
14. L'ingénierie
15. Les pouvoirs mécaniques
16. La poterie et la verrerie

Au-dessus de la frise se trouve une inscription en lettres de terre cuite de 12 pouces (30 cm) qui combine des faits historiques et des citations bibliques :
« Cette salle fut érigée pour l'avancement des arts et des sciences et des travaux de l'industrie de toutes les nations en réponse à l'intention du prince consort Albert. Le site est acheté avec les recettes de la Grande Exposition de l'an MDCCCLI. La première pierre de la salle fut posée par Sa Majesté la Reine Victoria le vingtième jour de mai MDCCCLXVII et fut ouvert par Sa Majesté le Vingt Neuf Mars de l'an MDCCCLXXI. À toi, Ô Seigneur, appartiennent la grandeur, la puissance, la victoire et la majesté. Car ce qui est au ciel et sur terre est à Toi. La sagesse et leurs œuvres sont dans les mains de Dieu. Gloire à Dieu au plus haut des cieux et paix sur la terre. »
Sous l'auditorium se trouvent deux réservoirs de 15 100 litres d'eau, qui sont utilisés lorsqu'un spectacle nécessite d'inonder la scène, comme Madame Butterfly.

## Grand orgue
Le Grand orgue, appelé par son concepteur The Voice of Jupiter, est le second plus grand du Royaume-Uni après celui de la cathédrale de Liverpool. Construit par Henry Willis (en) en 1871, il est amélioré à plusieurs reprises au fil du temps, la dernière amélioration en date ayant été réalisée par Mander Organs (en). Il compte 147 jeux et 9 997 tuyaux.

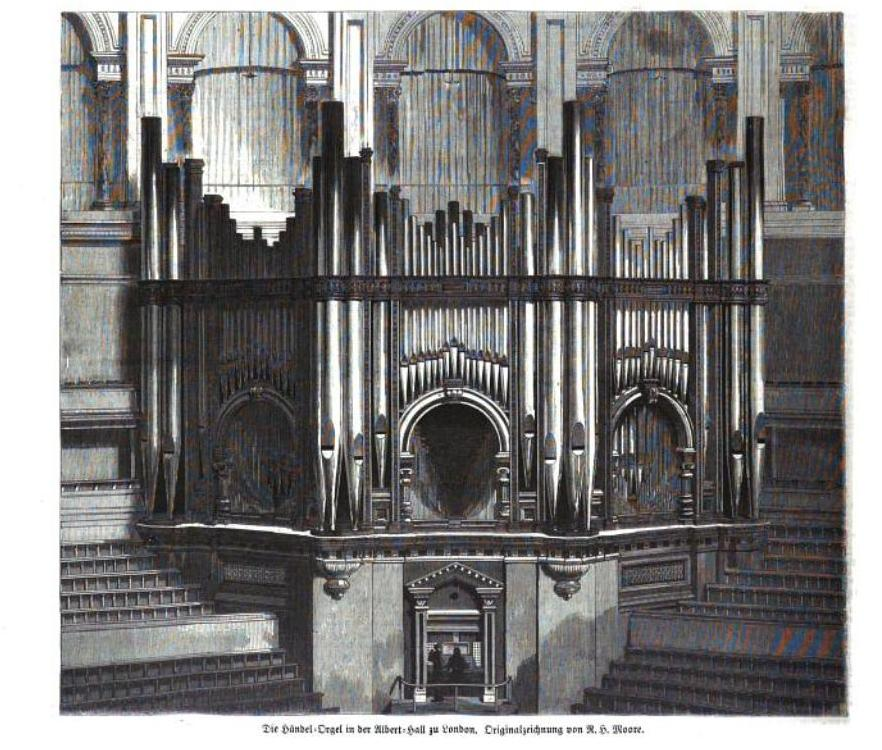
L'orgue en 1871.

### L'orgue Willis
L'orgue originel est construit par Henry Willis & Sons en 1871. Il comportait alors quatre claviers et 111 jeux, ce qui en faisait le plus grand du monde à l'époque.

### Améliorations de Harrison & Harrison
L'entreprise Harrison & Harrison (en) de Durham reconstruit l'orgue en deux temps, en 1924 et en 1933. Il est alors doté de 146 jeux (dont trois jeux de percussions) et converti à la traction électropneumatique. Il s'agit toujours du plus grand orgue des îles britanniques à l'époque. Sur l'album de Pink Floyd The Endless River, publié en 2014, Richard Wright joue de l'orgue sur la chanson Autumn '68. Cette chanson avait été enregistrée en 1969 la veille d'un concert du groupe dans la salle,,.
Dans les années 1970, Harrison & Harrison rénove entièrement les claviers et remplace les commandes, change légèrement le son et ajoute un toit afin de mieux propager le son dans la salle, sans succès. La compositrice Wendy Carlos fait inclure de l'orgue sur la scène finale du film de science-fiction de Disney Tron, joué par l'organiste Martin Neary.
Vers la fin des années 1990, l'orgue nécessite à nouveau de l'attention, car plusieurs de ses jeux sont inutilisables en raison de fuites dans le système de ventilation et de fissures sur les tables d'harmonie, entre autres. En 2002, Harrison & Harrison intervient à nouveau, et interdit son usage pendant toute la durée des travaux tant qu'un technicien n'est pas présent.

### Reconstruction par Mandel Organs
La même année, l'orgue est démonté et déplacé vers les locaux de Mander Organs afin d'y être entièrement réparé. Il est un temps question de restaurer l'orgue dans la conception voulue par Henry Willis, mais les différentes améliorations et agrandissements de l'instrument rendent cette volonté irréalisable et une simple réparation est alors privilégiée.
L'air sec du Royal Albert Hall a fortement endommagé les tables d'harmonie, qui sont remplacées. Une nouvelle soufflerie, plus grande que l'ancienne, est incorporée. Le toit est retiré, et les jeux retrouvent leurs pressions de vent de 1924. La division de l'orgue réalisée dans les années 1970 (permettant de jouer deux orgues distincts à la fois sur des registres différents) est améliorée, offrant la possibilité de jouer des sonorités de l'orgue Willis et de l'orgue Harrison. En 2007, il perd son statut de plus grand orgue du pays au profit de celui de Liverpool.

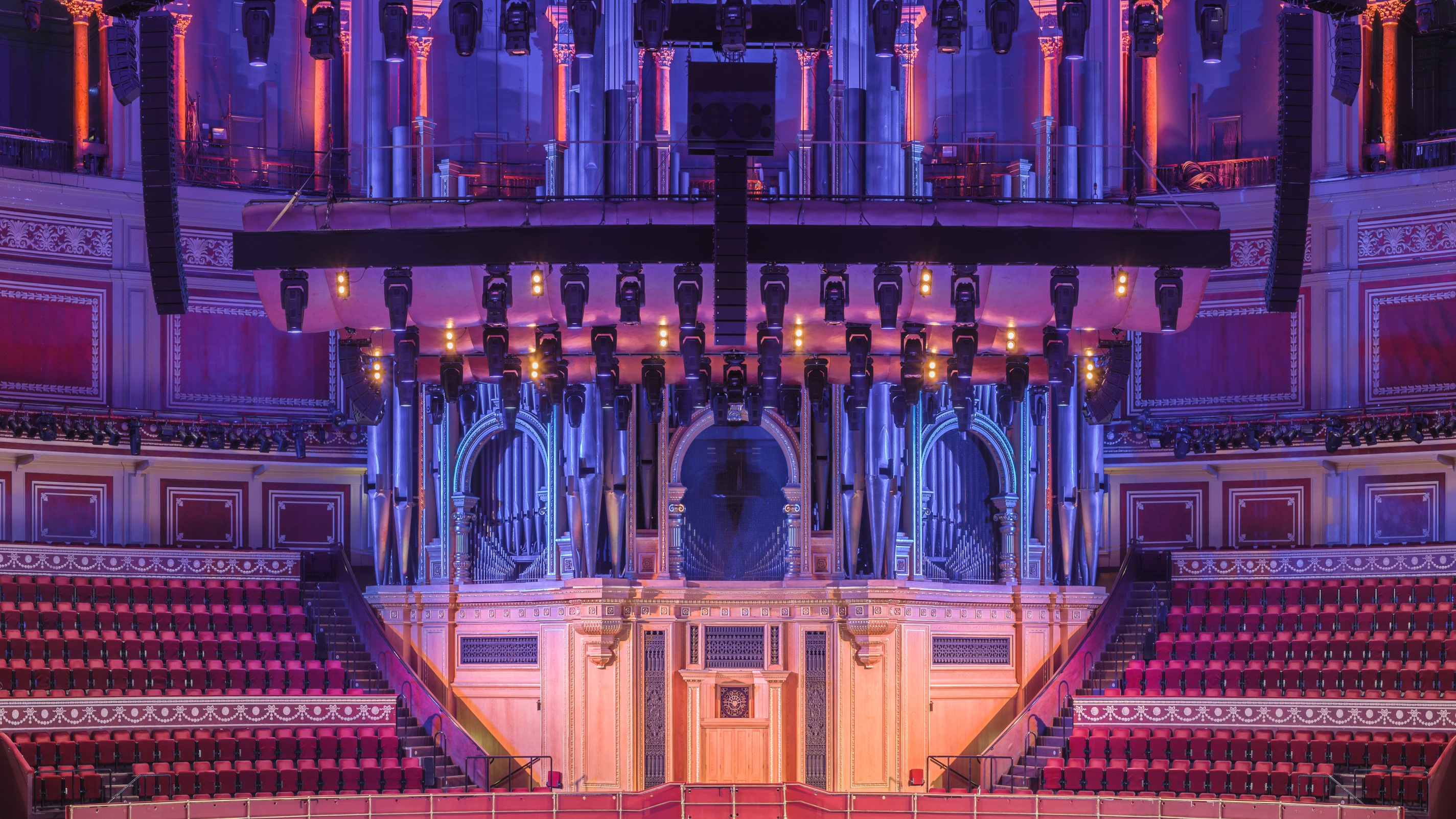
Le Grand orgue en 2016.

L'orgue est inauguré à l'occasion d'un concert de gala le soir du 26 juin 2004 avec David Briggs, John Scott et Thomas Trotter jouant avec le Royal Philharmonic Orchestra sous la direction de Richard Hickox. L'orgue apparaît également lors de l'édition 2004 des BBC Proms. Les premiers enregistrements réalisés sur l'instrument rénové sont faits par Gillian Weir.
L'instrument est utilisé par le groupe de rock progressif Muse sur la chanson Megalomania, bien que l'orgue sur lequel était joué le morceau à l'origine était un autre orgue Willis, celui de l'Église Sainte-Marie de Bathwick. L'organiste Anna Lapwood joue de l'orgue lors d'un concert de Bonobo, et d'Aurora et d'un spectacle du Ministry of Sound.
En 2020, pendant les restrictions liées à la pandémie de Covid-19, tous les sons de l'orgue ont été enregistrés par une équipe menée par le compositeur James Everingham. Ces enregistrements ont ensuite été retouchés et mis à la disposition des compositeurs en ligne : il est donc possible de jouer l'orgue chez soi à l'aide de la plateforme Kontakt de Native Instruments. Le projet est rendu public le 5 avril 2022.

## Évènements

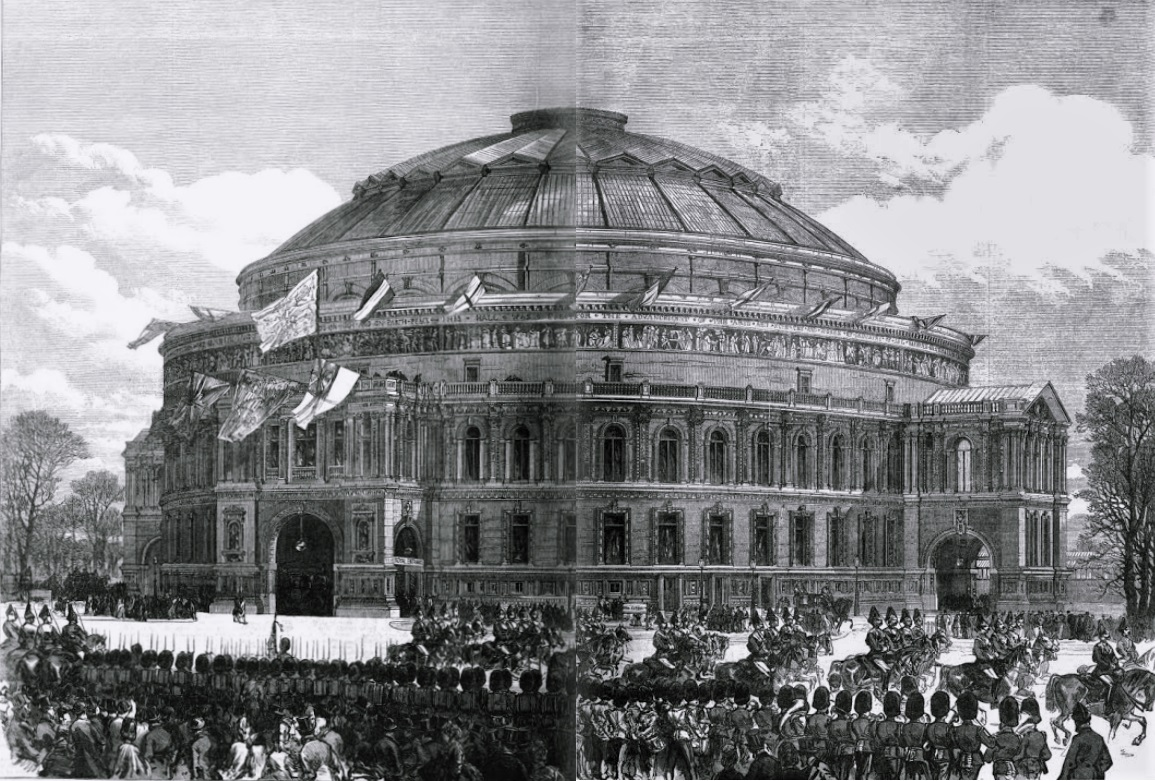
Le Royal Albert Hall lors de la cérémonie d'ouverture, vu depuis les Kensington Gardens.

Le Royal Albert Hall est souvent surnommé « Le Hall du Village de la Nation »,. Le premier concert à y avoir lieu est l'interprétation de la cantate On Shore and Sea (en) d'Arthur Sullivan, le 1er mai 1871,.
Le Hall accueille de nombreux événements, notamment des opéras, des ballets et des concerts de musique classique, organisés par l'impresario Raymond Gubbay (en) depuis le début des années 1970. Une gamme très large d'évènements sont organisés par ailleurs, dont des concerts de rock, des conférences professionnelles ou pédagogiques, des banquets, des danses de salon, des récitals de poésie, des salons automobiles, des projections de films ou encore des spectacles de cirque.

### Sport
Le Hall accueille aussi de nombreux événements sportifs, dont des matchs de squash, de tennis de table, de basket-ball, des combats de boxe et de lutte, dont le premier tournoi de sumo organisé à Londres, ainsi que l'UFC 38 (le premier événement organisé par l'UFC au Royaume-Uni), des tournois de tennis et même un marathon,. Le tennis est joué pour la première fois au Hall en mars 1970, et l'ATP Champions Tour Masters s'y est déroulé annuellement de 1997 à 2021.
La salle accueille ses premiers combats de boxe en 1918, à l'occasion d'un tournoi entre des militaires britanniques et américains. Aucun boxeur noir n'est autorisé à jouer lors de ce tournoi, conformément aux lois raciales de l'époque, et ce de 1923 à 1932. De grands noms de la boxe britannique tels que Frank Bruno, Prince Naseem Hamed, Henry Cooper et Lennox Lewis ont combattu au Royal Albert Hall. La collaboration de la salle avec la boxe est interrompue en 1999 lorsqu'elle perd son autorisation permettant d'organiser des combats de boxe et de lutte après des plaintes des résidents concernant le bruit de ces évènements. En 2011, après une bataille juridique, la salle retrouve son accréditation et les combats de boxe reprennent en 2012,. En 2019, Nicola Adams remporte le championnat du monde de boxe dans la catégorie poids mouche. Ce combat est le premier pour un titre mondial dans la salle depuis le celui opposant Marco Antonio Barrera à Paul Lloyd en 1999.

### Musique
L'un des évènements musicaux les plus marquants de l'histoire du Royal Albert Hall est le concert qu'a tenu le groupe britannique Pink Floyd le 26 juin 1969, une prestation qui leur a valu d'être bannis de la salle après avoir tiré à l'aide de canons, cloué du matériel sur la scène et avoir embauché un homme vêtu d'un costume de gorille pour errer dans le public. Au cours du concert, Richard Wright interprète la chanson The End of the Beginning et la partie finale de Saucerful of Secrets à l'orgue, accompagné par les cuivres du Royal Philharmonic Orchestra (dirigé par Norman Smith) et le chœur de femmes de l'Ealing Central Amateur Choir. Une partie du jeu à l'orgue est incluse dans l'album The Endless River de Pink Floyd.
En 1983, Siouxsie and the Banshees y joue deux concerts à guichets fermés, alors que Robert Smith, le guitariste de The Cure, faisait partie du groupe. Ces spectacles sont enregistrés et filmés, puis publiés en album et en film sous le nom Nocturne.
Le 22 septembre 2011, le concert de la chanteuse Adele est filmé en intégralité, puis diffusé au cinéma dans 26 villes autour du monde et publié en format DVD. Sa performance réalise de très bonnes performances dans les classements, arrivant à la première place aux États-Unis avec 96 000 copies vendues, soit la vente la plus élevée pour un DVD de musique en quatre ans. Après une semaine, il devient le DVD musical le plus vendu de l'année. Le 28 novembre 2012, il dépasse le million de ventes aux États-Unis et les trois millions de ventes au niveau mondial. Il devient ainsi le premier DVD musical à dépasser le million de ventes américaines depuis le Farewell 1 Tour-Live from Melbourne des Eagles de 2005,. La version live de Set Fire to the Rain enregistrée au Royal Albert Hall lui permet de remporter le Grammy Award de la meilleure prestation pop solo à la 55e cérémonie des Grammy Awards en 2013.
Le 2 octobre 2011, le Hall accueille le 25e anniversaire de la comédie musicale The Phantom of the Opera d'Andrew Lloyd Webber, qui est diffusé en direct dans plusieurs cinéma du monde entier et publié en format DVD. Andrew Lloyd Webber et les membres du casting original Sarah Brightman et Michael Crawford étaient présents ce soir-là.
Le 19 novembre 2012, le Royal Albert Hall accueille le 100e anniversaire du spectacle de variété Royal Variety Performance, auquel la reine Élisabeth II et le prince Philip, duc d'Édimbourg assistent, et lors duquel jouent notamment le boys band One Direction. Le Royal Variety Performance est accueilli tous les ans au Hall depuis 2021.

### Cérémonies de remise de prix
En 2017, le Hall accueille les 70e British Academy Film Awards (BAFTA) pour la première fois en 20 ans, remplaçant la Royal Opera House où ils se déroulaient depuis 2008. Les BAFTA se sont tenus annuellement dans la salle jusqu'à leur déménagement vers le Royal Festival Hall en 2023. Les Laurence Olivier Awards se déroulent dans le Royal Albert Hall depuis 2017,.
Parmi d'anciens évènements annuels ou réguliers, le spectacle Classical Spectacular, produit par Raymond Gubbay, est interprété au Hall de 1989 à 2022. Il combine de la musique classique, des jeux de lumière et des effets spéciaux. De 1996 à 2008, le Hall accueille annuellement les National Television Awards, tous présentés par Trevor McDonald, et les Classic BRIT Awards de 2000 à 2013, puis en 2018.

### Diffusions de films, avant-premières et ciné-concerts
Le Royal Albert Hall diffuse des films depuis l'ère des films muets. Il est le seul cinéma londonien à projeter La Reine de Saba, produit par William Fox, dans les années 1920.
Le Hall a accueilli de nombreuses avant-premières, dont l'avant-première britannique de La Vengeance de Siegfried de Fritz Lang, des 101 Dalmatiens le 4 décembre 1996, l'avant-première européenne du documentaire Soul Boys of the Western World de Spandau Ballet ainsi que quatre avant-premières mondiales de films de la saga James Bond : Meurs un autre jour le 18 novembre 2002 (avec la reine Élisabeth II et le prince Philip dans le public), Skyfall le 23 octobre 2012 (avec le prince Charles de Galles et Camilla, duchesse de Cornouailles), Spectre le 26 octobre 2015 (avec le prince William, duc de Cambridge et Catherine, duchesse de Cambridge) et Mourir peut attendre le 28 septembre 2021 (avec Charles, Camilla, William et Catherine). Le Hall a également accueilli la première mondiale du film Titanic 3D le 27 mars 2012, avec James Cameron et Kate Winslet dans le public.
Depuis 2009, le Hall propose également des ciné-concerts de films anglophones, dont la trilogie du Seigneur des anneaux, Gladiator, Star Trek, Star Trek Into Darkness, Interstellar, Matrix, West Side Story, Diamants sur canapé, Retour vers le futur, Les Dents de la mer, les films Harry Potter, Black Panther ainsi que la première mondiale du ciné-concert de Titanic. Le seul film non-anglophone à avoir fait l'objet d'un ciné-concert est La Légende de Baahubali - 1re partie, un film indien.

### Évènements réguliers
La convention annuelle de l'Institute of Directors est organisée de manière quasi annuelle au Royal Albert Hall pendant près de 50 ans, entre 1961 et 2016.
La Royal Choral Society est l'organisation qui propose des spectacles au Royal Albert Hall depuis le plus longtemps. Sa première représentation dans la salle est donnée le 8 mai 1872 sous l'appellation Royal Albert Hall Choral Society. Dès 1876, elle interprète chaque année à Vendredi saint l'oratorio Messiah de Georg Friedrich Haendel.

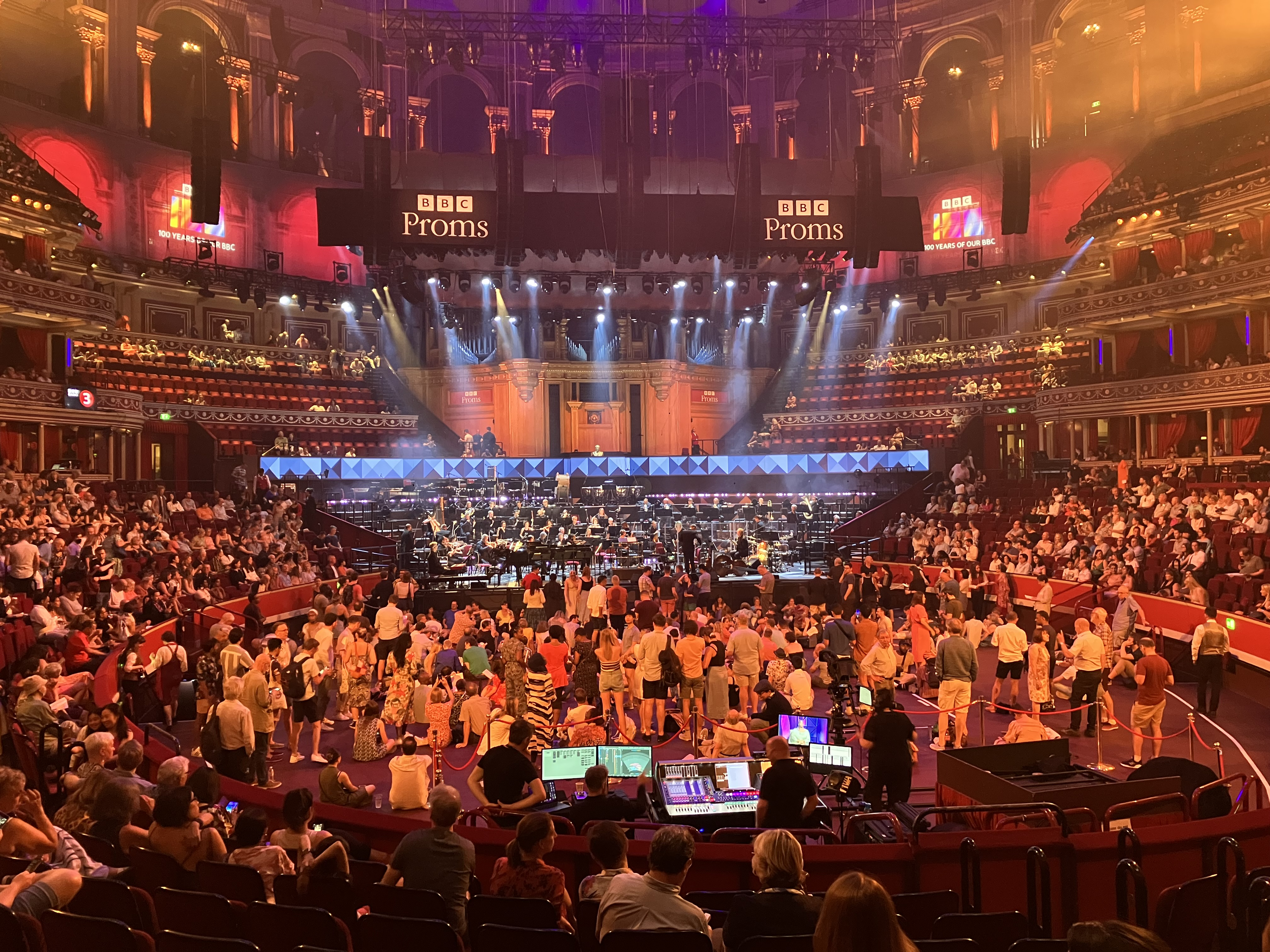
Les BBC Proms en juillet 2022.

Les BBC Sir Henry Wood Promenade Concerts, plus connus sous les noms The Proms ou BBC Proms, sont un ensemble de concerts de musique classique et d'autres évènements organisés tous les étés pendant huit semaines au Hall. En 1941, en conséquence de la destruction du Queen's Hall lors d'un raid aérien, le Royal Albert Hall est désigné pour accueillir la prochaine saison de l'évènement. En 1944, toujours en raison des risques que faisaient courir le conflit, une partie des concerts se sont tenus au Corn Exchange de Bedford. Après la Seconde Guerre mondiale, les Proms sont organisés tous les ans et tous les étés au Hall. L'évènement, créé en 1895, est composé d'une saison d'au moins 70 concerts, en complément d'une série d'autres évènements organisés aux quatre coins du Royaume-Uni. En 2009, 100 concerts sont prévus, soit le plus grand nombre jamais atteint. Le chef d'orchestre tchèque Jiří Bělohlávek décrit les Proms comme « le festival de musique le plus grand et le plus démocratique au monde »,.
Le Cirque du Soleil joue tous les ans au Royal Albert Hall depuis 1996, habituellement en début d'année. Il adapte généralement ses spectacles à la salle, puisqu'ils sont habituellement joués dans des arènes ou sous des chapiteaux. Les spectacles suivants y ont été joués : Saltimbanco (1996, 1997 et 2003), Alegría (1998, 1999, 2006 et 2007), Dralion (2004 et 2005), Varekai (2008 et 2010), Quidam (2009 et 2014), Totem (2011, 2012 et 2019), Koozå (2013 et 2015), Amaluna (2016 et 2017), OVO (2018), Luzia (2020 et 2022), Kurios (2023) et Alegría: In a New Light (2024, une réadaptation d'Alegría).

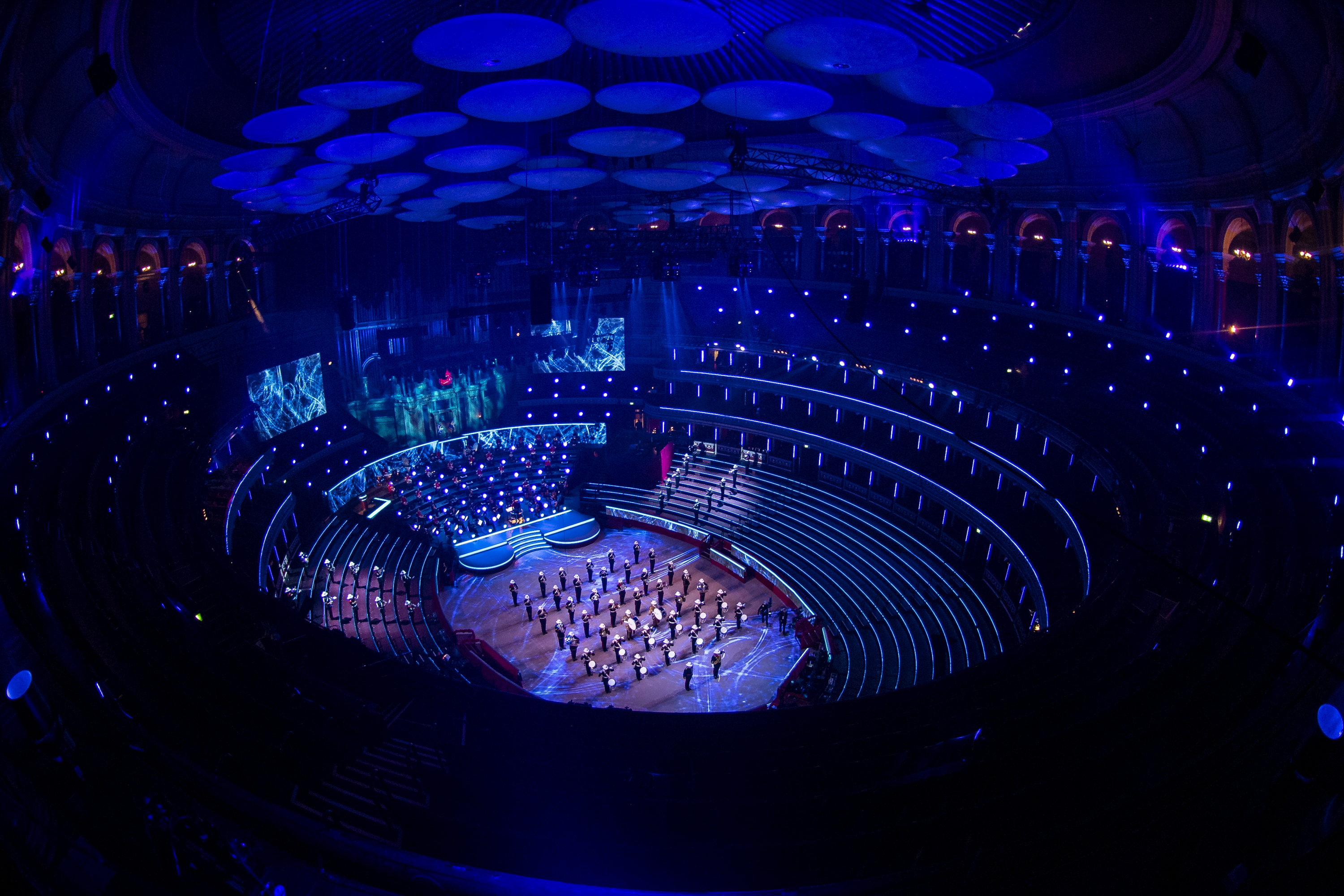
Le Festival of Remembrance en 2020.

Classic FM organise deux concerts par an au Royal Albert Hall. Le concert de septembre 2013 est annulé en raison d'une alarme incendie qui a mené à une évacuation de la salle,.
La Royal British Legion y organise tous les ans le Festival of Remembrance, la veille du Dimanche du souvenir.
Depuis 1998, l'English National Ballet a organisé plusieurs représentations estivales dans le Hall. Parmi elles, Strictly Gershwin (juin 2008 et 2011), Le Lac des Cygnes (juin 2002, 2004, 2007, 2010, 2013, 2016 et 2024), Roméo et Juliette (juin 2001 et 2005), La Belle au bois dormant, (avril-juin 2000) et Cendrillon (juin 2019 et 2023).
Le Royal Albert Hall travaille depuis longtemps avec l'Armée du salut, accueillant plus de 400 de leurs évènements depuis 1895. Chaque année, elle organise son concert de Noël, interprété par des célébrités invitées et des musiciens de l'Armée du salut, dont les International Staff Songsters et l'International Staff Band.
Depuis 2000, le Teenage Cancer Trust organise ses concerts de charité dans le Hall. Au départ, ils duraient une seule soirée et durent à présent au moins une semaine. Roger Daltrey des Who a participé à l'organisation de l'évènement jusqu'en 2024. Lors de sa dernière année, Young Fathers, Noel Gallagher et les Chemical Brothers ont joué sur scène.
La finale des championnats nationaux des Brass Bands de Grande-Bretagne, l'une des compétitions musicales les plus importantes de la musique classique du pays, se déroule au Royal Albert Hall chaque année au mois d'octobre.

### Autres évènements
Le Royal Albert Hall accueille des centaines d'évènements et d'activités en dehors de l'auditorium. Plusieurs expositions artistiques gratuites sont visitables au rez-de-chaussée, que ce soit lorsque le public vient assister à un spectacle ou lors des dates d'ouvertures indiquées par le complexe. Les visiteurs peuvent effectuer une visite guidée thématique du Hall la plupart des jours de la semaine. Des sessions de contage d'histoires et d'initiation à la musique sont proposées aux enfants de quatre ans et moins. Ces évènements jeunesse ont lieu près du porche de la porte 3, et les sessions de l'Albert's Band ont lieu dans l'Elgar Room pendant les vacances scolaires. Les Late Night Jazz ont également lieu dans l'Elgar Room, le plus souvent les jeudis soir. Cette salle est conçue pour ressembler à un cabaret, et est dotée d'un bar. Les Classical Coffee Mornings se tiennent tous les dimanche matin dans l'Elgar Room avec de la musique interprétée par le Royal College of Music, accompagnée par des boissons et des pâtisseries.

## Artistes

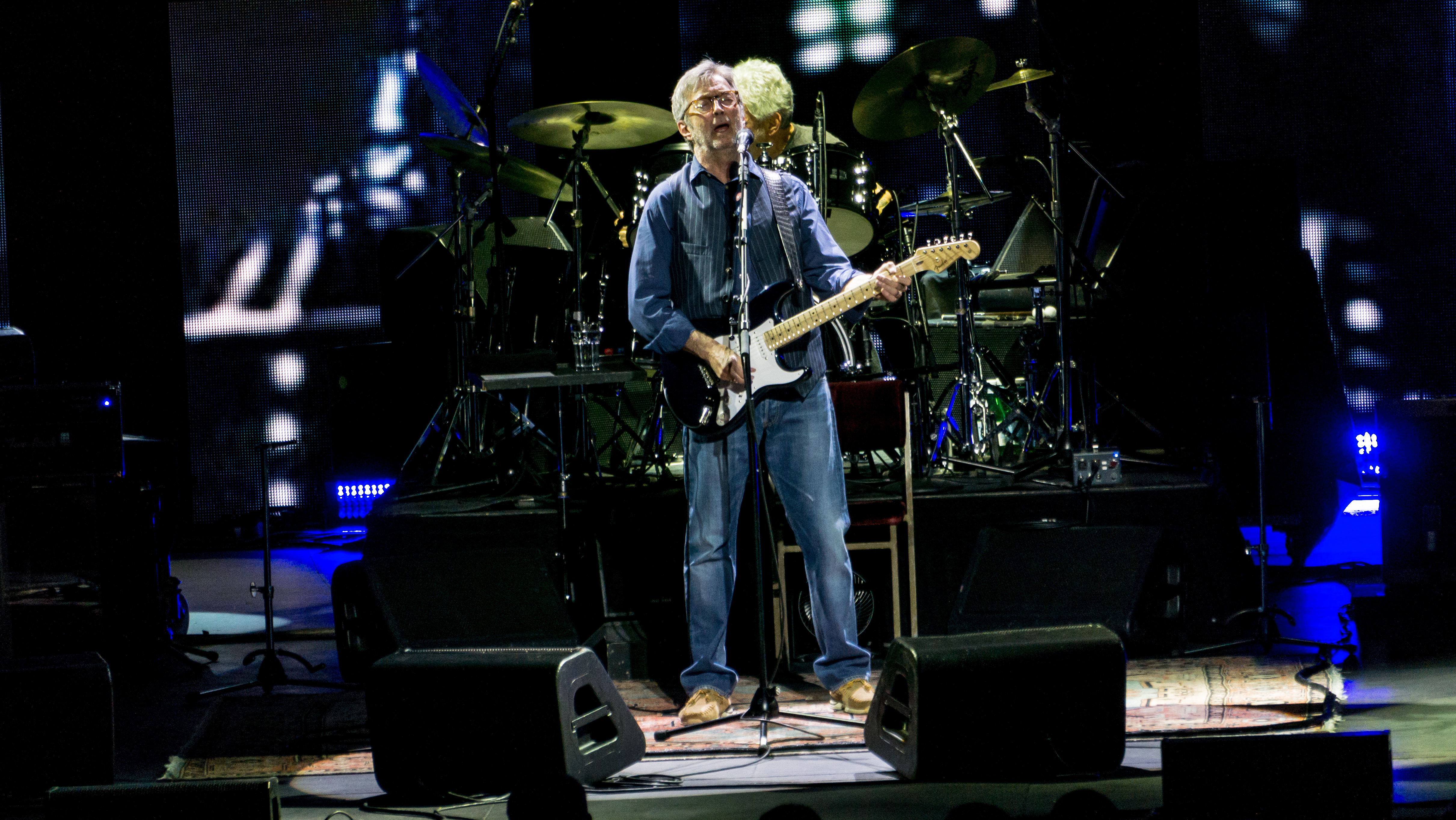
Eric Clapton au Royal Albert Hall le 24 mai 2017.

Eric Clapton est un artiste régulier du Royal Albert Hall. Depuis 1964, Clapton y a joué plus de 200 fois. Il déclare à ce sujet qu'il jouait dans la salle comme s'il « jouait dans [son] salon »,,. En décembre 1964, il fait son premier concert dans la salle en tant que membre des Yardbirds. Il y joue également avec son groupe Cream en 1968 et lors de la réunion du groupe en 2005. Il y organise également le Concert for George, qui s'y est tenu le 29 novembre 2002 en hommage à l'ancien membre des Beatles George Harrison. Il participe également au Jeff Beck Tribute en mai 2023.
Shirley Bassey est l'une des artistes les plus présentes de l'histoire du Hall. Elle y fait de multiples apparitions de 1971 à 2022. En octobre 2022, elle est la tête d'affiche d'une soirée dédiée au 60e anniversaire des musiques des films James Bond, interprétant les bandes originales de Les diamants sont éternels et de Goldfinger sur scène.
James Last joue 90 fois au Royal Albert Hall de 1973 à 2015, ce qui en fait l'artiste non-britannique le plus présent de l'histoire de la salle.

Ce monument a vu passer de très nombreux artistes célèbres :
- 1875 : Giuseppe Verdi[112]
- 1877 : Richard Wagner
- 1884 : Antonín Dvořák
- 1895 : BBC Proms
- 1960 : Arthur Rubinstein
- 1961 : Arthur Rubinstein
- 1962 : Fairuz
- 1963 : The Beatles
- 1966 :
  - The Rolling Stones
  - Bob Dylan
  - Jacques Brel
- 1967 : John Barbirolli
- 1968 : 
  - Cream
  - Tiny Tim
  - Concours Eurovision de la chanson 1968
  - Frank Sinatra
- 1969 :
  - Smile
  - Pink Floyd
  - Jimi Hendrix
- 1970 : Led Zeppelin
- 1970 : Carlos Santana
- 1970 : Creedence Clearwater Revival
- 1973 : Diana Ross
- 1977 : ABBA
- 1978 : Claude François
- 1979 : Dusty Springfield
- 1982 : Barry Manilow
- 1983 : Eric Clapton, Jimmy Page & Jeff Beck
- 1985 : The Sisters of Mercy
- 1986 : The Cure
- 1988 : Umberto Tozzi
- 1992 : Spinal Tap (leur premier véritable concert de reformation)
- 1992 (3 octobre) : Emerson, Lake and Palmer
- 1992 : George Harrison avec Ringo Starr
- 1994 : Luther Vandross
- 1995 : Comédie musicale Les Misérables
- 1995 : Yanni
- 1996 : Jamiroquai
- 1997 : Sarah Brightman
- 1997 : Music for Montserrat
- 1997 : Spice Girls
- 1997 : Supertramp
- 1997 : John Denver
- 1998 : The Corrs
- 1999 : Deep Purple
- 1999 : The Concert for Linda au bénéfice de l'épouse de Paul McCartney avec la présence de George Michael
- 2000 : The Who
- 2000 : Les Moody Blues
- 2001 : Hélène Grimaud
- 2001 : Robbie Williams le 10 octobre
- 2002 : concert hommage à George Harrison
- 2004 : Rod Stewart
- 2004 : Zucchero
- 2005 : Cream
- 2006 :
  - Présentation de Ecce Cor Meum de Paul McCartney
  - David Gilmour
  - The Cure
- 2007 :
  - Simply Red
  - (25 septembre) : Erasure
  - Darren Hayes
  - The Cinematic Orchestra
- 2008 :
  - (12 avril) : Muse
  - Jean-Michel Jarre
  - Mark Knopfler
- 2009
  - The Killers
  - (4 mai) : Joe Bonamassa
  - Mika
  - (12 novembre) : Muse
- 2010 :
  - Depeche Mode
  - Porcupine Tree
  - Opeth
  - Hariharan (en)
  - Noel Gallagher
  - Ludovico Einaudi
  - Tangerine Dream
  - Arctic Monkeys
- 2011 :
  - B. B. King
  - Donovan
  - Adele
  - Janet Jackson
  - The Cure
- 2012 :
  - Paul McCartney
  - Laura Pausini
  - (6 juin) : Jonas Kaufmann/Anna Netrebko/Erwin Schrott
  - (19 juin) : Valentina Lisitsa
  - (15, 16 octobre) : Johnny Hallyday[113],[114]
  - (28 octobre) : Level 42
  - (5 novembre) : Patricia Kaas
  - (11 novembre) : Emeli Sandé
  - Florence and the Machine
- 2013
  - McFly
  - Charles Aznavour
  - Gad Elmaleh
  - (mars) : Joe Bonamassa
- 2014
  - The Cure
  - The 1975
  - (2 & 3 juin) : The Seekers
  - Tony Bennett & Lady Gaga
- 2015 (14 septembre) : Eric Clapton
- 2015 : Kylie Minogue
- 2016 :
  - (22 avril) Bring Me the Horizon
  - Björk
  - Kylie Minogue
  - Chris Cornell
- 2017 :
  - Rick Astley
  - The Corrs
  - Marillion
- 2018 (29 mars) : Steven Wilson
- 2018 (3 décembre) : Muse
- 2018 : Francis Cabrel
- 2019 : Mariah Carey
- 2019 : Loreena McKennitt[115]
- 2020 : Architects
- 2020 : Arctic Monkeys
- 2024 : Dua Lipa
  - AURORA

## Programme d'éducation et de sensibilisation
Le programme d'éducation et de sensibilisation du Royal Albert Hall touche plus de 200 000 personnes chaque année. Il comprend des ateliers pour les adolescents du coin dirigés par des musiciens tels que le groupe Foals, les chanteurs Jake Bugg, Emeli Sandé et John Legend, la violoniste Nicola Benedetti et la trompettiste Alison Balsom, mais aussi des cours de sciences et de mathématiques ainsi que des rencontres entre les locataires des maisons de retraite locales et les adolescents. Chaque année, la salle organise le concours « Future Makers » qui vise à mettre en lumière les talents cachés de tout Londres. Huit groupes sont choisis pour la finale et se produisent devant un public en direct, en partie composé d'un panel de professionnels du secteur. Un groupe victorieux bénéficie également d'une subvention accordée par le Royal Albert Hall et ses partenaires.

## Gestion
Le Royal Albert Hall est géré de manière tournante par le directeur général James Ainscough et six directeurs experts. Il rendent des comptes au conseil de l'entreprise, qui est l'organe fiduciaire de l'établissement. Le conseil est composé d'un président élu pour un an, de 18 membres élus (aussi bien des chefs d'entreprise que des citoyens lambda) et de cinq membres nommés, un par l'Imperial College London, un autre par la Commission Royale à l'Exposition de 1851, un autre du Département de la Culture, des Médias et des Sports, un autre du Musée d'histoire naturelle de Londres et un dernier du Royal College of Music.

## Dans la culture populaire

### Dans la musique
- Le Royal Albert Hall est mentionné dans les paroles de la chanson A Day in the Life des Beatles : « Now they know how many holes it takes to fill the Albert Hall. »
- Il est également mentionné dans la chanson Speedy's Coming des Scorpions : « You like Alice Cooper You like Ringo Starr You like David Bowie and friends In the Royal Albert Hall. »

### Dans les jeux vidéo
- Dans Forge of Empires, le Royal Albert Hall est un Grand Monument de l'Âge Industriel constructible dans la ville du joueur. Il produit une certaine quantité de ressources de l'âge en cours, en fonction de son niveau, et améliore la production de marchandises de la ville (sans en produire lui-même).

### Au cinéma

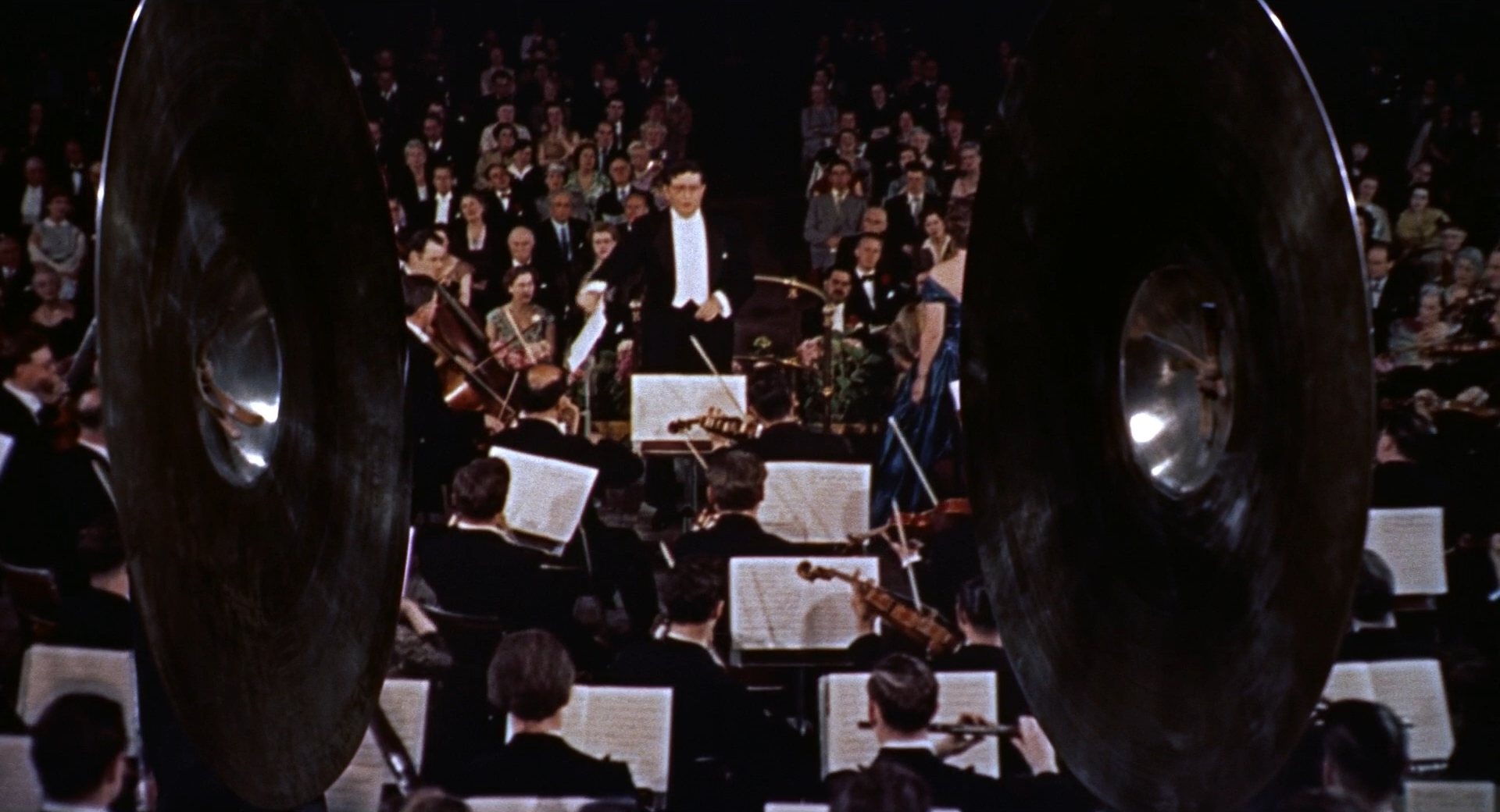
L'Homme qui en savait trop, la scène de l'orchestre.

- L'Homme qui en savait trop, la scène de l'orchestre.La scène du combat de boxe final du film de 1927, Le Ring, d'Alfred Hitchcock, a été tournée au Royal Albert Hall.
- Une des scènes principales du film de 1956, L'Homme qui en savait trop, d'Alfred Hitchcock, a été tournée au Royal Albert Hall.
- Interlude, film sorti en 1968, dont le thème est la liaison entre un chef d'orchestre d'âge mûr et une jeune journaliste.
- Le concert final des Virtuoses (1996) se déroule dans cette salle.
- Dans Spice World, le film (1997) les Spice Girls doivent y donner leur premier concert, qui constitue la scène finale du film.